# Van Buren (Ohio)
Van Buren és una població dels Estats Units a l'estat d'Ohio. Segons el cens del 2000 tenia 313 habitants.

## Demografia
Segons el cens del 2000, Van Buren tenia 313 habitants, 113 habitatges, i 91 famílies. La densitat de població era de 483,4 habitants/km².
Dels 113 habitatges en un 43,4% hi vivien nens de menys de 18 anys, en un 69% hi vivien parelles casades, en un 6,2% dones solteres, i en un 18,6% no eren unitats familiars. En el 16,8% dels habitatges hi vivien persones soles el 8% de les quals corresponia a persones de 65 anys o més que vivien soles. El nombre mitjà de persones vivint en cada habitatge era de 2,77 i el nombre mitjà de persones que vivien en cada família era de 3,12.
Per edats la població es repartia de la següent manera: un 29,1% tenia menys de 18 anys, un 5,8% entre 18 i 24, un 30% entre 25 i 44, un 25,9% de 45 a 60 i un 9,3% 65 anys o més.
L'edat mediana era de 36 anys. Per cada 100 dones de 18 o més anys hi havia 93 homes.
La renda mediana per habitatge era de 48.750 $ i la renda mediana per família de 55.625 $. Els homes tenien una renda mediana de 42.188 $ mentre que les dones 26.250 $. La renda per capita de la població era de 20.061 $. Aproximadament l'1,1% de les famílies i l'1,7% de la població estaven per davall del llindar de pobresa.

## Poblacions més properes
El següent diagrama mostra les poblacions més properes.